# 另类疗法医师
另类疗法医师（德语：Heilpraktiker），又称替代疗法医师，是德国的医疗职业。作为另类和补充医学的职业，其受德国法律认可。另类疗法医师不需要任何正规教育或培训，但必须在卫生当局进行考核。应试者需要具备良好的医学知识，如解剖学、生理学、病理学和精神病学等，还需要熟悉法律法规。执业者通常服务于医疗保健的补充和另类领域，如顺势疗法、植物疗法、中医、阿育吠陀医学、反射疗法或针灸等。 大约35000名另类疗法医师在德国获得认证。